# Березань (острів)
Береза́нь — невеликий острів на Чорному морі при вході у Дніпровсько-Бузький лиман.
Розташований за 2 км від села Рибаківка Миколаївської області і за 12,8 км на південний захід від Очакова.
Довжина острова близько 800 м, ширина — 200—400 м, площа — 23,6 га.
Відомий центр туризму.

## Історія
Існує дві версії походження назви острова: за першою, стародавні греки називали нинішню Березань, яка була тоді ще півостровом, Борисфеном, як і Дніпро. Тюрки, захопивши його, назвали співзвучним словом Бюрюзень-Ада — «острів вовчої річки», можливо, тому що в долині сусідньої річки жили цілі зграї вовків. Однак більш правдоподібним є друге пояснення: назву острову дали скіфи, вона походить від іранського березант, що означає «високий». Пізніше українці переосмислили вимову назви як більш зрозуміле слово, похідне від кореня береза. Острів дав назву лиману і річці, що впадає в нього, а також, напевно, селу Березань та селищу Березанка. Висловлювалася думка, що Березанка — це відозмінене (спотворене) турецьке Едізань (так здавна звалися ці місця). Нині острів є частиною історико-археологічного заповідника НАН України «Ольвія».
Тут знайдено найдавніше в Північному Причорномор'ї давньогрецьке поселення Борисфеніда. Засноване у VII ст. до н. е., за деякими припущеннями, вихідцями з міста Мілет (давньогрецькі колонії Малої Азії). Розкопками ряду років відкриті напівземлянки і кам'яні багатокімнатні будинки елліністичного часу. Серед знахідок багато ранньої розписної іонійської кераміки і кераміки елліністичного часу, а також монет, які чеканились в Ольвії.
У перші століття нашої ери на Березані продовжувало існувати поселення. Виявлено знахідки римського періоду: монети, червонолакову кераміку, плити з написами тощо. Із занепадом античного світу життя на острові припинилося.
За часів давньої Русі у Х-ХІІ ст. тут було слов'янське поселення, знайдено землянки, печі, велику кількість кераміки, прикрас (скляні браслети, застібки), залізної зброї.
На Березані знайдено єдиний відомий на території України надгробок з рунічним написом (XI-XII ст. ст.).

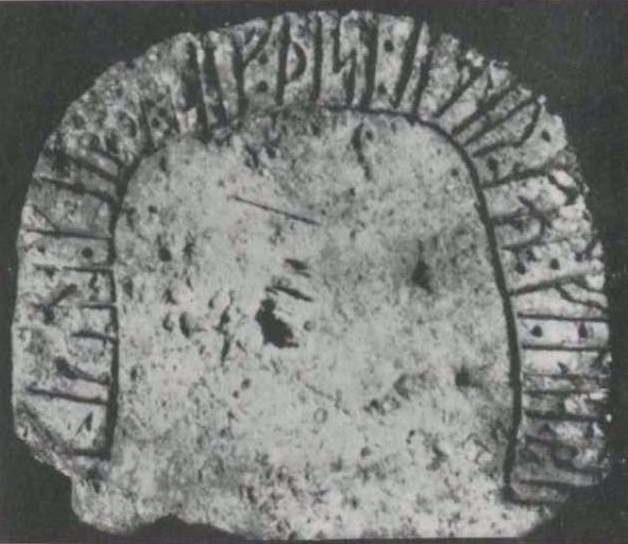
«Березанський камінь», надгробок із рунічним написом.

Запорожці використовували Березань як опорний пункт в морських походах проти Османської імперії. 7 листопада 1788 року козаки Чорноморського війська на чолі з військовим суддею Антоном Головатим штурмом взяли острів і змусили капітулювати гарнізон турецької фортеці. На честь цієї події згодом назвали кубанську станицю Березанська.
Березань — місце страти 6 (19 березня) 1906 лейтенанта Петра Шмідта і 3 матросів Чорноморського флоту — учасників повстання на крейсері «Очаків». 1968 року за проектом архітекторів Н.Галкина і В.Очаківського встановили пам'ятник страченим у південній частині острова — 15-метровий залізобетонний обеліск, що складається з трьох стилізованих під вітрила пілонів.
Через незаконні розкопки та розграбовування давніх пам'яток культури у вересні 2008 року на острові було виставлено охорону. Але найбільшого руйнування археологічна пам'ятка зазнала, як повідомляється у фільмі Танці на кістках, у 2015 році.

## Острів Буян
За версією деяких дослідників (зокрема, А.Золотухина), саме острів Березань О. С. Пушкін зобразив у «Казці про царя Салтана», назвавши островом Буяном.

## Галерея

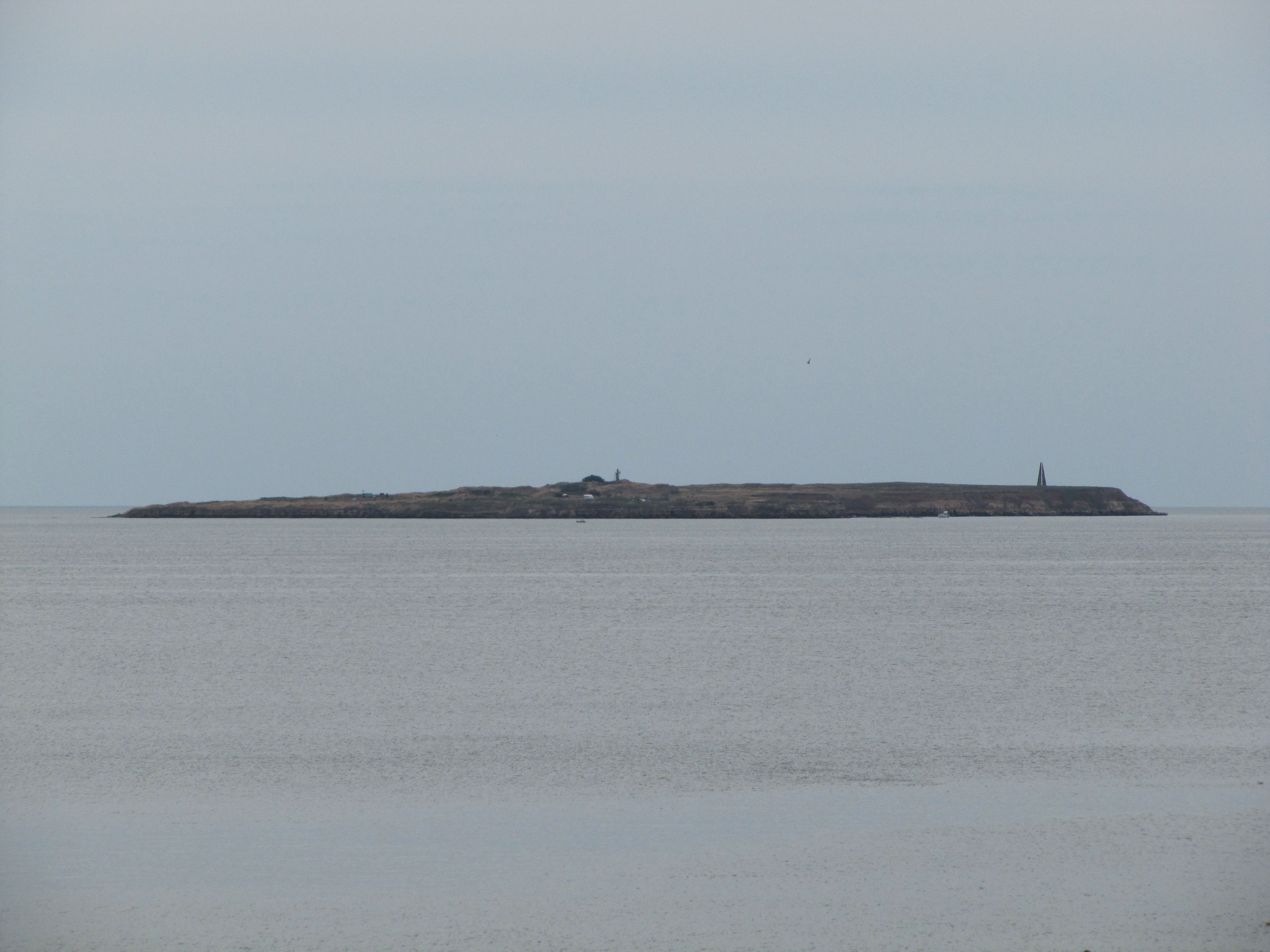
Вид на острів з узбережжя села Рибаківка (з мису Аджіяск)
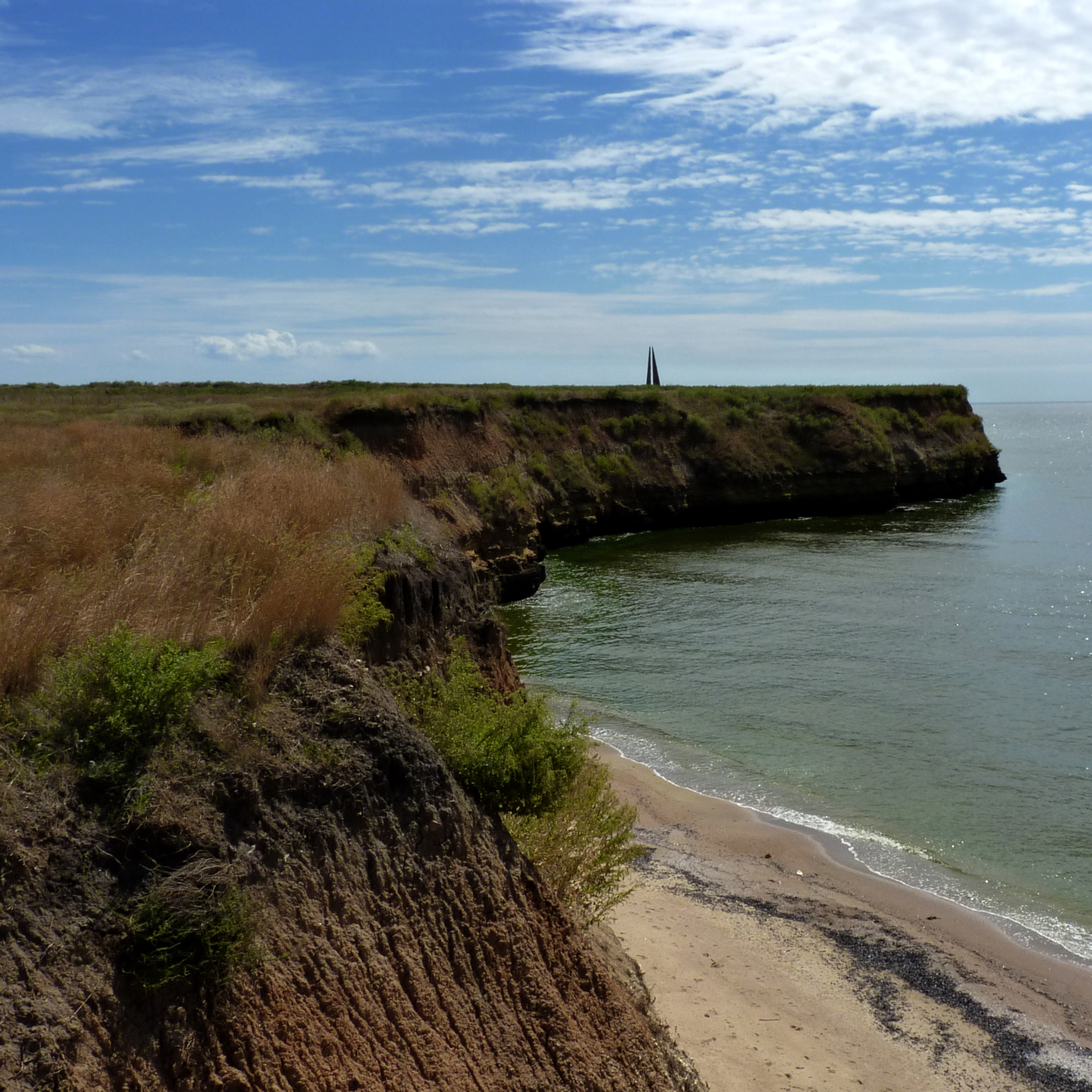
Вид в сторону обеліска Петру Шмідту
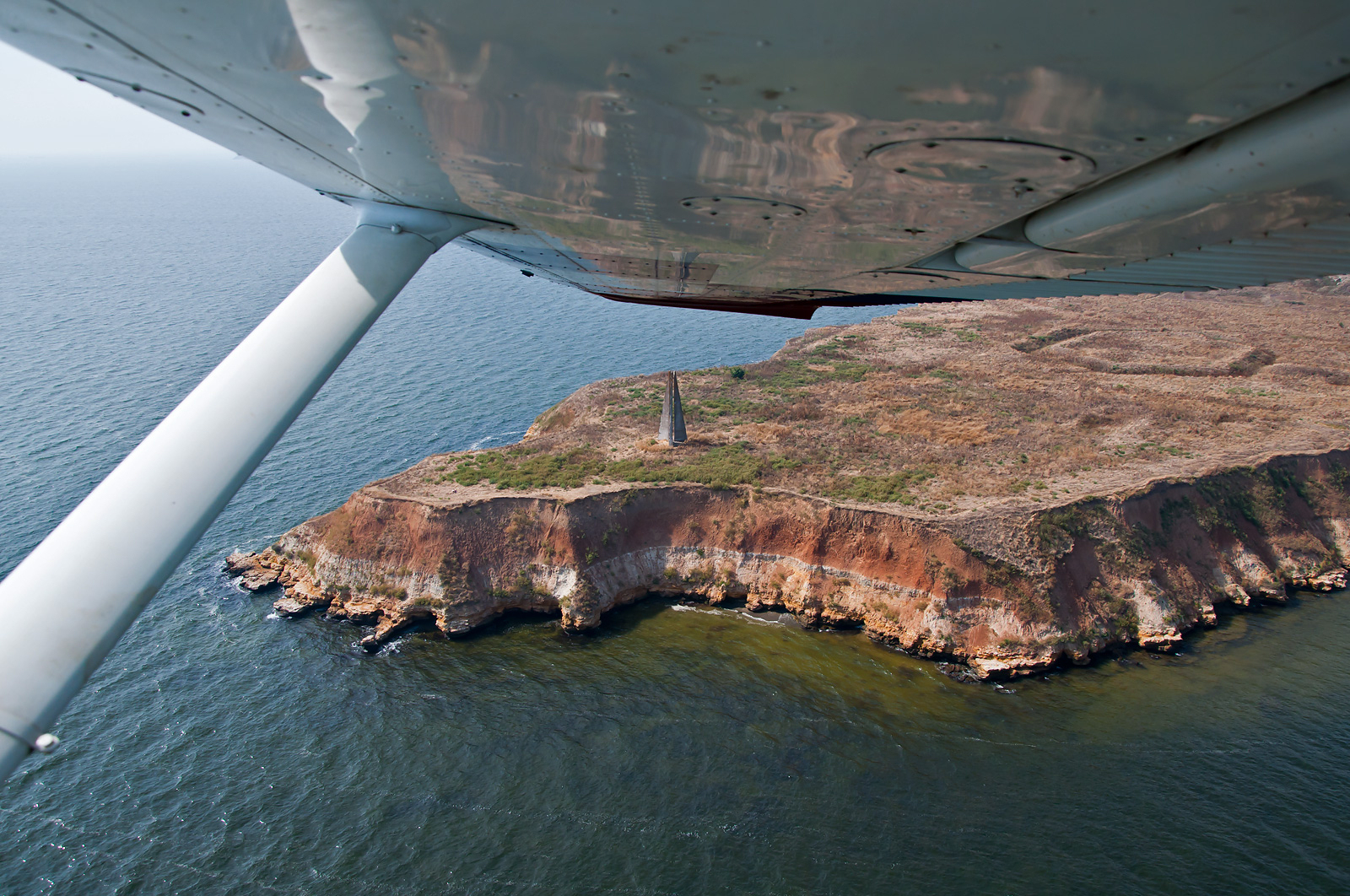
Острів Березань з повітря
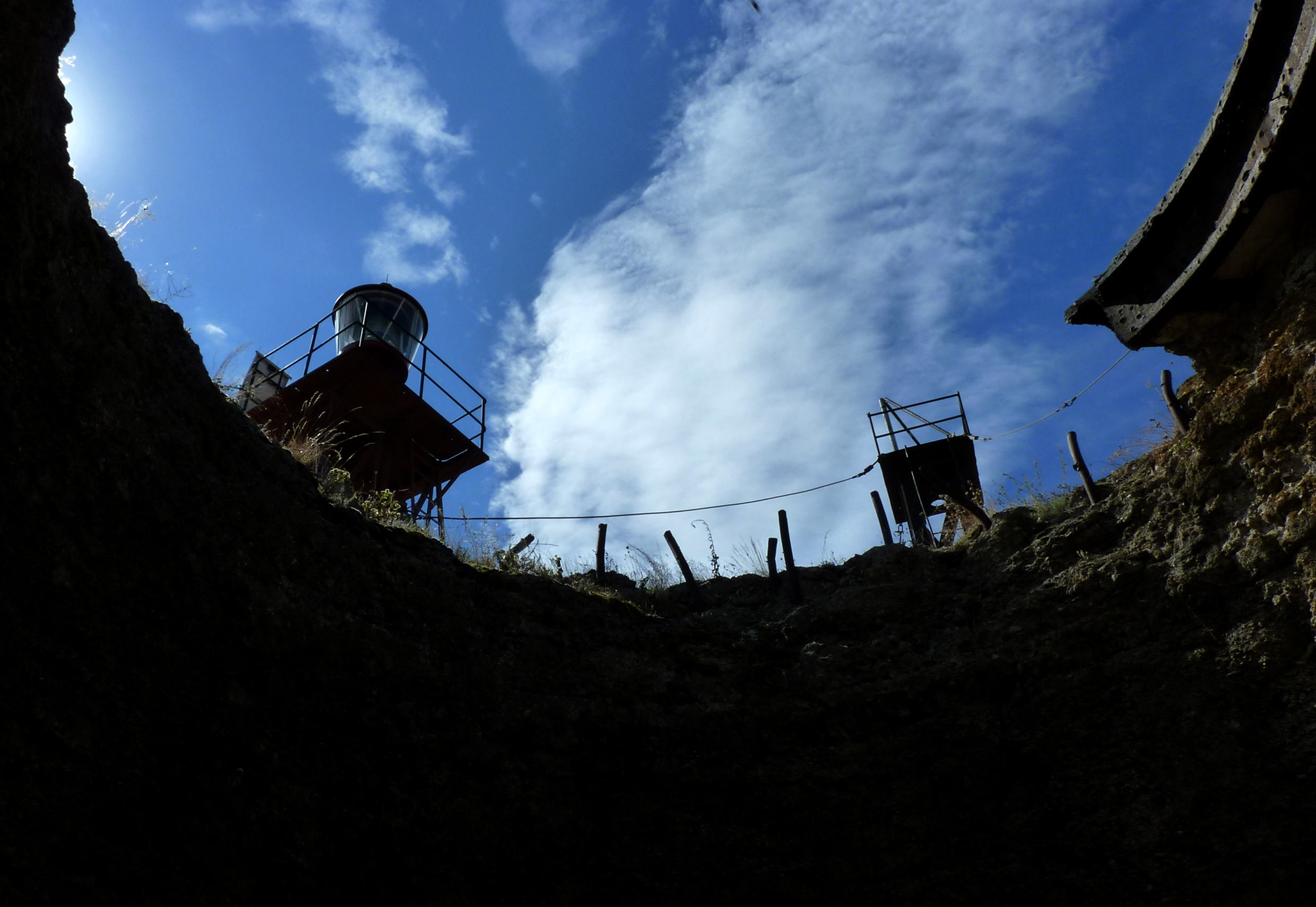
Вид зі старого військового сховища на старі маяки
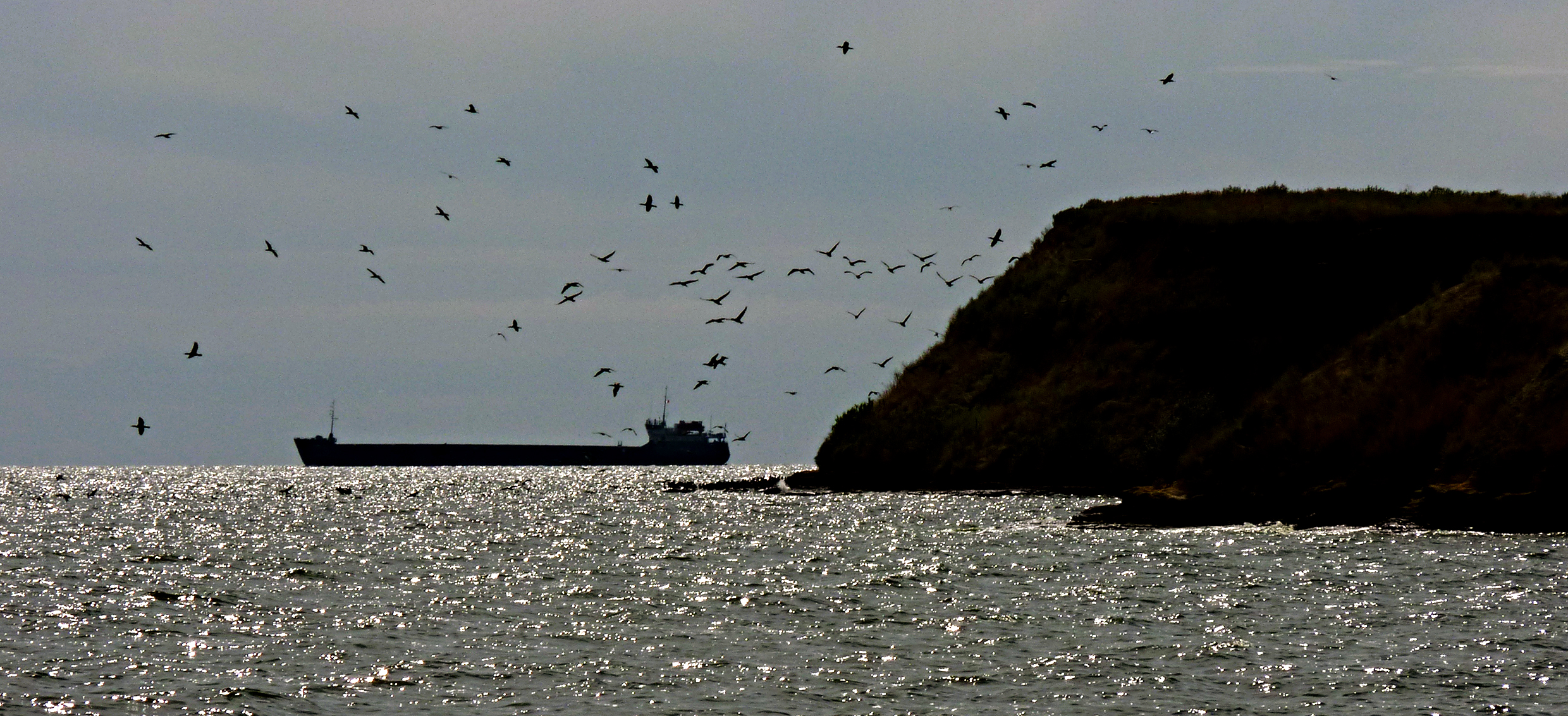
Судно поруч із островом